# Espe Sogn
Espe Sogn er et sogn i Midtfyn Provsti (Fyens Stift).
I 1800-tallet var Vantinge Sogn anneks til Espe Sogn. Begge sogne hørte til Sallinge Herred i Svendborg Amt. Espe-Vantinge sognekommune blev senere delt, så hvert sogn dannede sin egen sognekommune. Ved kommunalreformen i 1970 blev både Espe og Vantinge indlemmet i Ringe Kommune, der ved strukturreformen i 2007 indgik i Faaborg-Midtfyn Kommune.
I Espe Sogn ligger Espe Kirke.
I sognet findes følgende autoriserede stednavne:
- Agerup (bebyggelse, ejerlav)
- Espe (bebyggelse, ejerlav)
- Espe Galgebakke (areal)
- Espe Højlodder (bebyggelse)
- Espe Mark (bebyggelse)
- Espe Tingskov (bebyggelse)
- Findinge (bebyggelse, ejerlav)
- Tange (bebyggelse)